# صالحة رحوتي
صالحة رحوتي هي كاتبة وأديبة مغربية، وطبيبة مسؤولة عن المركز الصحي الجامعي بكلية العلوم في جامعة ابن طفيل.

## سيرة ذاتية
ولدت صالحة رحتوني في 15 شتنبر 1961م بالمملكة المغربية، وحصلت على الدكتوراه في الطب العام، بكلية الطب بجامعة محمد الخامس في الرباط، والإجازة في الأدب العربي في بحث عنوانه «في الأدب الإسلامي ـ رواية رأس الشيطان لنجيب الكيلاني ـ دراسة تحليلية نقدية»، بكلية الآداب والعلوم الإنسانية بجامعة ابن طفيل في القنيطرة. ودبلوم الدراسات المعمقة في الدراسات الإسلامية في بحث عنوانه «منهج العقلانيين المعاصرين في نقد متن الحديث النبوي»، بكلية الآداب و العلوم الإنسانية بجامعة محمد الخامس في الرباط. وهي عضو في دائرة الرباط العلمية للدراسات الإسلامية المنبثقة عنها مجلة «بصائر الرباط»، واتحاد كتاب الإنترنت العرب، ومستشارة اجتماعية في موقع «الحصن النفسي» الإلكتروني. كما شاركت في عدة أنشطة ثقافية و توعوية في عدة جمعيات، وشاركت في مسابقة نجلاء محمود محرم الدورة السادسة واختير أحد نصوصها للنشر في مجلة تواصل المنبثقة عن المسابقة، وفي مسابقة مؤسسة ناجي نعمان سنة 2006م، حصلت على جائزة استحقاق وعلى العضوية الفخرية في دار نعمان للثقافة في لبنان. توفيت في 16 أيار 2010م رحمها الله بعد عودتها من مكة المكرمة.

## أعمالها
صدر عنها العديد من الأعمال، منها:
- مجموعة قصصية بعنوان «ومضات من ذاكرة الأيام... منها و إليها»، من دار نعمان للثقافة في لبنان سنة 2007م.
- مجموعة قصصية بعنوان «خدوش على جداريات القوارير»، من مركز النيل للنشر و التوزيع في مصر.
- «النشر الرقمي في المجال الأدبي؛ خاصياته.. تداعياته وآثاره». (مقال)
- «عذرًا رسولَ الله!». (مقال)
- «الهمُّ «الأنثوي» في الأدب الرجالي الحداثي». (مقال)
- «معايير النقد الأدبي عند الغرب..». (مقال)
- «الهم الجسدي في الأدب النسائي الحداثي». (مقال)